# Peter Kiesewetter
Pour les articles homonymes, voir Kiesewetter.
Peter Kiesewetter, né le 1er mai 1945 à Marktheidenfeld et mort le 3 ou 4 décembre 2012, est un compositeur allemand.

## Biographie
Kiesewetter étudie la composition à partir de 1966 avec Günter Bialas (de) à l'Académie de Musique de  Munich, où ensuite il  rejoint en tant que professeur de théorie musicale, solfège et théorie des formes. En parallèle, il travaille en tant que journaliste. En tant que pigiste de la Radio bavaroise, il compose la musique pour la radio  scolaire.
Une visite en Israël en 1991 est une expérience clé pour Kiesewetter et forme ses futurs travaux. Plusieurs de ses pièces ont des titres en hébreu. En tant que professeur de composition, Peter Kiesewetter a d'abord travaillé au Conservatoire Richard Strauss de Munich.

## Compositions (sélection)

### Œuvres orchestrales
- Purgatorio (Sinfonie Nr. 1)
- Sinfonie Nr. 2
- Balajla
- Canti Zoppi - Habanera
- Prometeo

### Œuvres vocales
- Tagelieder
- Fünf Lieder
- Purgatorio
- Messe
- Musica Mariana
- Tefila Lemoshe
- Bereshit
- Der 104. Psalm
- Der 36. Psalm
- Exsultet
- Antigone
- Trionfo della morte - Monumentum/Palimpsest
- Vergine Bella
- Hoho, lieber Hans
- Christen, singt mit frohem Herzen

### Musique de chambre
- La Caccia
- Bat-Kol
- Hed
- Shir
- Jeshimon
- Shoshanim
- Shoshanim'
- Bat-Kol
- Shalah – Nirga
- Gil (Freude)
- Labyrinth, op.71
- Alla Ingharese…
- A Masque
- Excentriques
- Im Auge des Wirbelsturms
- Áristòn mèn hydor
- Sphinxes